# Tirroan
Tirroan är en ort i Australien. Den ligger i kommunen Bundaberg och delstaten Queensland, omkring 290 kilometer norr om delstatshuvudstaden Brisbane. Antalet invånare är 264.
Trakten runt Tirroan är nära nog obefolkad, med mindre än två invånare per kvadratkilometer.. Det finns inga andra samhällen i närheten.
I omgivningarna runt Tirroan växer huvudsakligen savannskog. Genomsnittlig årsnederbörd är 933 millimeter. Den regnigaste månaden är mars, med i genomsnitt 188 mm nederbörd, och den torraste är september, med 25 mm nederbörd.